# Ingulphe de Croyland
Pour les articles homonymes, voir Croyland (homonymie).

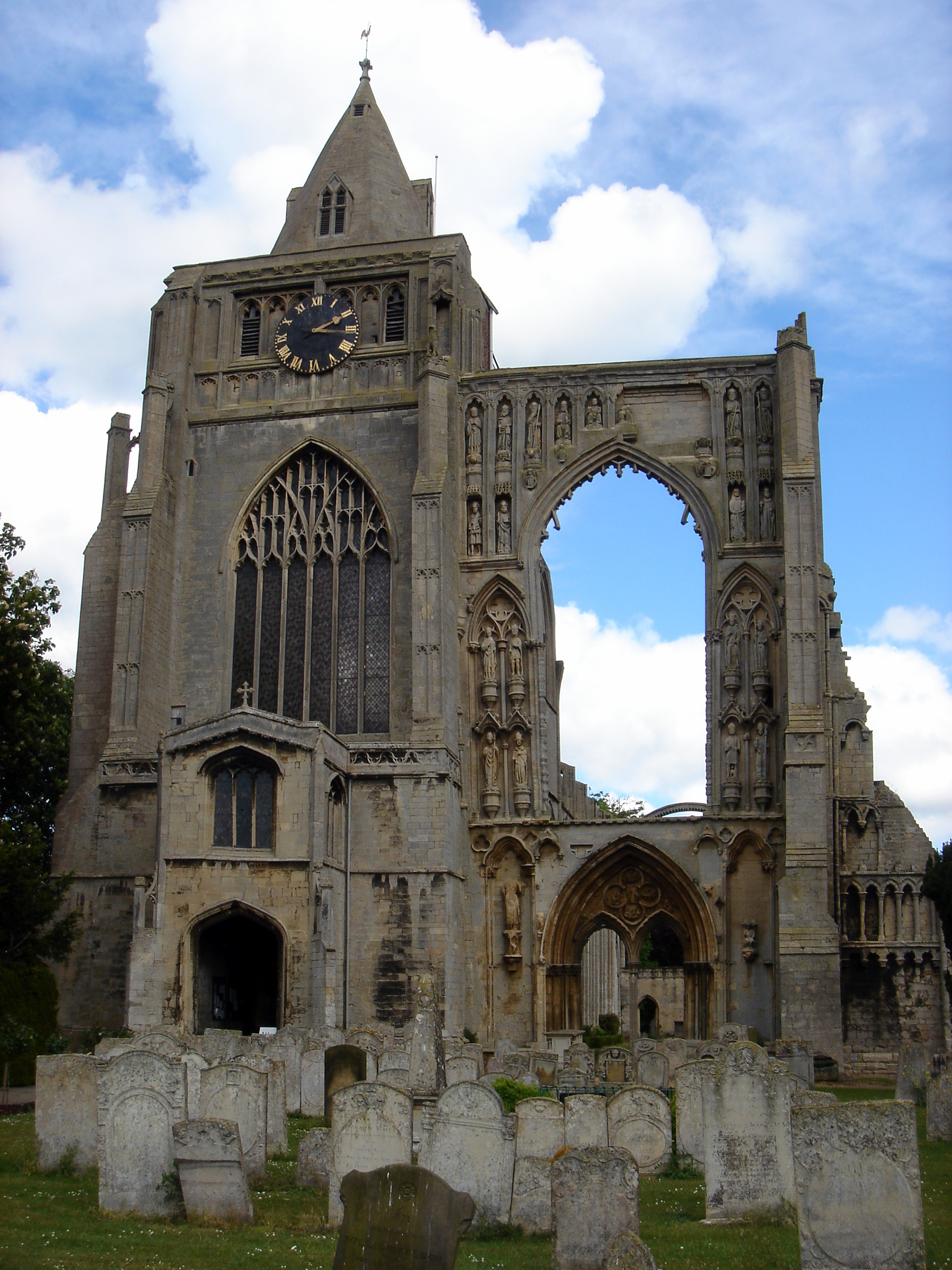
Ruines de l'abbaye de Croyland (Crowland, Lincolnshire), fondée au VIIIe siècle.

Ingulphe de Croyland (en latin : Ingulphus Croylandensis ; v. 1030 – † 17 décembre 1109) est un chroniqueur anglo-saxon, présumé auteur d'une Histoire de l'abbaye de Croyland allant de 664 à 1091.

## Biographie
Originaire de Londres, fils d'un officier du roi Édouard le Confesseur, il fait en 1064 un voyage en Terre sainte avant de se retirer dans le monastère normand de Fontenelle où il devient prieur. En 1076, Guillaume le Conquérant l'appelle dans son royaume pour le nommer abbé de Croyland (nom médiéval de Crowland) et se l'attacher comme secrétaire.
L'Histoire de l'abbaye de Croyland qui lui est attribué est peut-être l’œuvre d'un moine faussaire du XIIIe-XIVe car il contient de nombreux anachronismes dont sur la vie même d'Ingulphe. La continuation de l'ouvrage par Pierre de Blois, s'étendant jusqu'en 1118, n'est pas plus fiable.

### Source primaire
- Ordéric Vital, Historia ecclesiastica